# Reno 911!: Miami
 Reno 911!: Miami és una pel·lícula estatunidenca dirigida per Robert Ben Garant i estrenada el 2007.

## Argument
Un variat equip de policies de Reno haurà de posar ordre després d'un atac terrorista que té lloc durant una convenció nacional de policies a Miami. Adaptació cinematogràfica de la sèrie Reno 911!.
Els policies tartamuts de la sèrie de televisió fan un viatge a Miami Beach per a una convenció nacional de policia. Després del viatge que resulta ser molt més difícil del previst, l'equip de tartamuts ha de saltar a acció quan el centre de convenció es converteix en l'objectiu d'un atac terrorista biològic. El tinent Jim Dangle (Thomas Lennon) ha de guardar tothom de l'inepte equip per salvar tothom del desastre, i fer regnar la pau als carrers de la popular ciutat de Florida. La pel·lícula presenta el mateix repartiment de la sèrie del mateix nom.

## Repartiment
- Thomas Lennon: Tinent Jim Dangle
- Ben Garant: Diputat Travis Junior
- Kerri Kenney-Silver: Diputada Trudy Wiegel
- Cedric Yarbrough: Diputat S. Jones
- Carlos Alazraqui: Diputat James Oswaldo Garcia
- Wendi McLendon-Covey: Diputada Clementine Johnson
- Niecy Nash: Diputada Raineesha Williams
- Mary Birdsong: Diputada Cherisha Kimball
- Nick Swardson: Terry Bernedino
- Michael Ian Black: Ron
- David Koechner: Xèrif d'Aspen
- Patton Oswalt: Jeff Spoder
- Danny DeVito: Fiscal (cameo)
- Dwayne Johnson: Agent Rick "The Condor" Smith (cameo)
- Paul Rudd: Ethan The Druglord
- Paul Reubens: Sir Terrence, el pare de Terry
- Marisa Petroro: Drug Lord's Girlfriend
- J.P. Manoux: Naked Armemian